# 1979-es US Open (tenisz)
Az 1979-es US Open az év harmadik Grand Slam-tornája volt. A US Open teniszbajnokságot ebben az évben 99. alkalommal rendezték meg. A férfiaknál az amerikai John McEnroe, a nőknél a szintén amerikai Tracy Austin győzött.

## Döntők

### Férfi egyes
John McEnroe -   Vitas Gerulaitis,  7–5, 6–3, 6–3

### Női egyes
Tracy Austin -  Chris Evert, 6–4, 6–3

### Férfi páros
John McEnroe /  Peter Fleming -  Bob Lutz /  Stan Smith, 6–2, 6–4

### Női páros
Betty Stöve /  Wendy Turnbull -  Billie Jean King /  Martina Navratilova,  7–5, 6–3

### Vegyes páros
Greer Stevens /  Bob Hewitt -  Betty Stöve /  Frew McMillan, 6–3, 7-5

## Juniorok

### Fiú egyéni
Scott Davis –  Jan Gunnarson 6–3, 6–1

### Lány egyéni
Alycia Moulton –  Mary Lou Piatek 7–6, 7–6